# ایستگاه فضایی
ایستگاه فضایی یک فضاپیما است که در مدار باقی می‌ماند و انسان‌ها را برای مدت‌های طولانی میزبانی می‌کند. بنابراین، ایستگاه فضایی یک ماهوارهٔ مصنوعی است که دارای تسهیلات زیستی است. هدف از نگهداری یک ایستگاه فضایی بسته به برنامه متفاوت است. بیشتر اوقات ایستگاه‌های فضایی به عنوان ایستگاه تحقیقاتی استفاده می‌شوند، اما همچنین می‌توانند به منظور فعالیت‌های نظامی یا تجاری، مانند میزبانی از گردشگران فضایی استفاده شوند.
ایستگاه‌های فضایی تنها مکانی بوده‌اند که حضور مستمر انسان در فضا را فراهم کرده‌اند. اولین ایستگاه فضایی سالیوت ۱ (۱۹۷۱) بود که میزبان اولین خدمهٔ مأموریت بداقبال سایوز ۱۱ بود. پس از آن، ایستگاه‌های فضایی از زمان اسکای‌لب (۱۹۷۳) عملیاتی و از سال ۱۹۸۷ با ایستگاه سالیوت که بعداً با میر جایگزین شد، مسکونی بوده‌اند. سکونت مداوم از زمان انتقال عملیاتی از میر به ایستگاه فضایی بین‌المللی (ISS)، که اولین سکونت آن در سال ۲۰۰۰ بود، ادامه داشته است.
در حال حاضر دو ایستگاه فضایی کاملاً عملیاتی وجود دارد – ایستگاه فضایی بین‌المللی (ISS) و ایستگاه فضایی تیان‌گونگ چین (TSS)، که از اکتبر ۲۰۰۰ با اولین مأموریت و از ژوئن ۲۰۲۲ با شنژو ۱۴ مسکونی شده‌اند. بالاترین تعداد افراد به طور همزمان در یک ایستگاه فضایی ۱۳ نفر بوده است، که برای اولین بار در ماموریت صد و بیست و هفتمین شاتل فضایی در سال ۲۰۰۹ که یازده روز در ایستگاه فضایی بین‌المللی پهلو گرفته بود، به دست آمد. رکورد بیشترین تعداد افراد در همهٔ ایستگاه‌های فضایی به طور همزمان ۱۷ نفر است که برای اولین بار در ۳۰ مه ۲۰۲۳ با ۱۱ نفر در ایستگاه فضایی بین‌المللی و ۶ نفر در ایستگاه فضایی تیان‌گونگ به دست آمد.